# Humphreys Peak
Humphreys Peak är den högsta toppen i den amerikanska delstaten Arizona och ligger i Coconino County. Humphreys Peak är den högsta toppen i bergskedjan San Francisco Peaks. Humphreys Peak namngavs omkring 1870 efter General Andrew A. Humphreys, officer i USA:s armé som var en Union-general under Amerikanska inbördeskriget. En karta från 1903 visar att Humphreys Peak har fått namnet San Francisco Peak. Detta namn är idag alternativt medan Humphreys Peak blev officiellt namn 1933.